# Fury: S.H.I.E.L.D. 50th Anniversary
Fury: S.H.I.E.L.D. 50th Anniversary — комикс-ваншот, который издала компания Marvel Comics в 2015 году. Приурочен к пятидесятилетию создания вымышленной организации «Щ.И.Т.».

## Синопсис
История рассказывается в двух параллельных частях: одна в 1965 году с Ником Фьюри-старшим, а другая в 2015 году с Ником Фьюри-младшим. В комиксе антагонистом выступает расистский суперзлодей Хейт-Монгер.

## Продажи
За первый месяц комикс был продан тиражом около 26 300 копий.

## Отзывы
На сайте Comic Book Roundup комикс имеет оценку 6,6 из 10 на основе 8 рецензий. Джесс Шедин из IGN дал выпуску такой же балл и написал: «Есть много неиспользованного потенциала, когда дело доходит до изучения отношений между стареющим Ником Фьюри и его подающим надежды сыном-агентом „Щ.И.Т.а“. Этот выпуск раскрывает этот потенциал, но не затрагивает расовые элементы конфликта с большой глубиной или нюансами». Джим Джонсон из Comic Book Resources посчитал, что комикс весёлый, но подчеркнул, что он не реализует свой потенциал. Оскар Малтби из Newsarama поставил выпуску оценку 6 из 10 и отметил, что «это мощный ваншот».